# Забрањена љубав (ТВ серија из 2001)
Забрањена љубав (порт. O clone) бразилска је теленовела, продукцијске куће Реде Глобо, снимана 2001. у Бразилу и Марокоу.
У Србији је приказивана током 2002. и 2003. на телевизији БК. Током 2009. је приказивана на телевизији Кошава. Затим касније и на телевизији Хепи.

## Прича
Све почиње у Рио де Жанеиру, осамдесетих година XX века. Млада девојка Жаде остаје без родитеља и принуђена је да се врати у Мароко код рођака. Пошто је одрасла у Бразилу, одгојена у складу са западним обичајима, тешко јој пада повратак у домовину где ће бити изложена строгим начелима ислама.
Са друге стране, ту је богата бразилска породица Ферас, која из Рија путује у Мароко на одмор. То су браћа близанци Ђого и Лукас, њихов отац Леонид, и породични пријатељ, доктор Аугусто Албијери, који путује са њима како би се поново видео са својим пријатељем Алијем. Захваљујући Албијерију, Лукас упознаје Жаде, Алијеву нећаку, и они се заљубљују једно у друго. Иако знајући да је грех, (харам), волети човека друге вере, Жаде одлучује да побегне са Лукасом у Бразил. Али Лукас је спутан изненадном породичном трагедијом - његов брат Ђого гине услед пада хеликоптера, којим је летео изнад пустиње. Лукас и Леонид, потпуно сломљени, враћају се у Бразил, а Жаде остаје у Мароку, мислећи да је преварена и остављена. Међутим, изгледа да је највише потресен доктор Албијери, Ђогов кум.
Он и Ђого су били толико блиски да, по повратку у Бразил, он одлучује да уз помоћ Лукасове ћелије, (а без ичијег знања), створи Ђоговог клона, уједно и првог клонираног човека на свету. Судбина је одредила да људску копију роди Деуза, жена из средње класе, која на Албиеријеву клинику долази ради вештачке оплодње. Лео је рођен без икаквих компликација, али доктор не жели да се одвоји од њега. Присутан је током целог Леовог детињства, што дете потпуно одаљује од Деузе.
Прича се наставља 20 година касније. На богату забаву Лукаса и његове жене Маизе Ферас, долази Лукасов пословни партнер Саид Рашид са женом Жаде. Затечени, некадашњи љубавници откривају да између њих хемија још увек постоји, али тешко излазе на крај са плодовима двадесет година које су остале иза њих. Лукасова кћерка, Мел, је наркоман и аутиста, потпуно отуђена од света. Са друге стране, Жаде је веома везана за своју кћерку Кадију, и не сме ни да помисли да би једног дана могла бити одвојена од ње. Ту је, наравно, и Лео, жива и млада прилика Лукаса Фераса, који ће у потпуности изменити животе времешних јунака теленовеле.

## О серији
Постојале су бројне контроверзе у вези ове теленовеле. Светска премијера почела је свега неколико дана после 11. септембра 2001. године, када су односи између западног света и муслимана били веома напети.
Забрањена љубав је по много чему уникатна теленовела и по много чему прва. Управо су је та неконвенционалност и нова питања које је покренула учинили хитом у чак 32 земље, у колико је била приказивана.
Забрањена љубав је прва ТВ серија која се бави односом између две културе и две вере. То је такође прва серија у којој је најзаступљенија тема клонирање. Личности из серије и њихови проблеми су несвакидашњи…
Зорајде, жена која је чувала Жаде када је била мала, доведена је у кућу Жадиног стрица као дете које је изгубило свој караван. Чекала је скоро четрдесет година да би свом господару рекла да је заљубљена у њега. Назира је сестра Жадиног мужа, чија маска немилосрдне заове крије невероватну романтичну душу која живи у хиљадуједној ноћи. Латифа покреће вечито свеже питање љубоморе. Током читаве серије она ће чувати свог Мухамеда, не дозвољавајући му ни да погледа другу жену. Карла је згодна девојка из Латифиног комшилука, која за своје дете, успева да на превару изнуди алиментацију од човека кога чак ни не познаје. Њена мајка је симбол опортунизма — цео дан проводи на Копакабани, надајући се да ће бити усликана са неком бразилском звездом. Мел, Лукасова ћерка, због дроге има сталне емотивне и егзистенцијалне проблеме, који ће чак уништити боксерску каријеру њеног дечка Шандеа. Лукасова жена, Маиза, на све начине покушава да од јавности сакрије афере њеног свекра или болест њене кћерке. Клариса је секретарица у Лукасовој фирми, жена којој радни дан траје 24 часа, чији се син дрогира, а муж има љубавницу која им убрзо узима кола и стан. Ту су још и два позитивна лика који пружају сасвим друге погледе на живот: дона Жура је жена-човек, феминисткиња која држи бар у предграђу Рија, којој ни један мушкарац не сме да се супротстави. Ивет је богата средовечна жена, која држи бутик у центру Риа. Са геслом да сваки проблем траје један дан, она ужива у животу, извлачећи из њега оно најбоље. Богати Египћанин Зеин, изненада у Рију отвара клуб Нефертити који постаје стециште свих поменутих људи, којима је једно име заједничко — Мароко.

## Улоге
| Глумац:              | Улога:         |
| -------------------- | -------------- |
| Ђована Антонели      | Жаде           |
| Мурило Бенисио       | Лукас Ђого Лео |
| Вера Фишер           | Ивет           |
| Адријана Леса        | Деуза          |
| Данијела Ескобар     | Маиза          |
| Елијана Ђардини      | Назира         |
| Далтон Виг           | Саид Рашид     |
| Летисија Сабатела    | Латифа         |
| Жандира Мартини      | Зораиде        |
| Марсело Новаеш       | Шанде          |
| Дебора Фалабела      | Мел            |
| Лусиано Зафир        | Зеин           |
| Циса Жимараеш        | Клариса        |
| Соланж Куто          | Дона Жура      |
| Режиналдо Фариа      | Леонид         |
| Антонио Калони       | Мухамед        |
| Мара Манзан          | Одет           |
| Неуза Боргес         | Далва          |
| Нивеа Марија         | Една           |
| Маркос Фрота         | Ескобар        |
| Осмар Прадо          | Лобато         |
| Виктор Фасано        | Тавињо         |
| Бет Гуљар            | Лидија         |
| Нивеа Штелман        | Ранија         |
| Жулијана Паес        | Карла          |
| Елизанђела           | Ноемија        |
| Карла Диаз           | Кадија         |
| Стефани Брито        | Самира         |
| Тијаго де Оливера    | Амин           |
| Каролина Маћиејра    | Сумаја         |
| Раул Газола          | Миро           |
| Роберто Бомфим       | Едвалдо        |
| Тоћа Мирелес         | Лауринда       |
| Ери Џонсон           | „Брзи“         |
| Гиљерме Карам        | Рапозо         |
| Тијаго Фрагосо       | Нандо          |
| Вивиен Викторет      | Режиниња       |
| Серђо Мароне         | Сесел          |
| Таис Ферсоза         | Телмиња        |
| Марија Жоао          | Амалија        |
| Мирјан Риос          | Анита          |
| Франсоаз Фортон      | Симона         |
| Кристијана Оливера   | Алисиња        |
| Талма де Фритас      | Карол          |
| Пери Салес           | Мустафа        |
| Себастиао Васкоселос | Абдула         |
| Кристијана Калач     | Аниња          |
| Силвио Ђундан        | Базилио        |
| Антонио Питанга      | Тиао           |
| Марсело Броу         | Питоко         |
| Франсиел Фредузески  | Бета           |
| Рут де Соуза         | Дона Мосиња    |
| Леа Гарсија          | Лола           |
| Андреса Коец         | Сониња         |
| Карима ел Матови     | Карима         |
| Ахмед ел Матови      | Ахмед          |
| Паула Переира        | Креуза         |
| Едуардо Кануто       | „Бензинац“     |
| Жука де Оливера      | доктор Албиери |
| Стенио Гарсија       | Али            |
| Франциско Куоко      | Матиоли        |